# Lomagramma sorbifolia
Lomagramma sorbifolia là một loài thực vật có mạch trong họ Lomariopsidaceae. Loài này được (Willd.) Ching mô tả khoa học đầu tiên năm 1933.